# Skoki z klifów na Mistrzostwach Świata w Pływaniu 2013
Skoki z klifów na Mistrzostwach Świata w Pływaniu 2013 odbywały się między 29 a 31 lipca 2013 w Porcie Vell w Barcelonie.

## Medaliści
| Konkurencja           | 1. miejsce      | 1. miejsce | 2. miejsce   | 2. miejsce | 3. miejsce       | 3. miejsce |
| Konkurencja           | Zawodnik        | Wynik      | Zawodnik     | Wynik      | Zawodnik         | Wynik      |
| Mężczyźni (szczegóły) | Orlando Duque   | 590,20     | Gary Hunt    | 589,30     | Jonathan Paredes | 578,35     |
| Kobiety (szczegóły)   | Cesilie Carlton | 211,60     | Ginger Huber | 206,70     | Anna Bader       | 203,90     |